# 亀岡 (近衛家老女)
亀岡（かめおか、生没年不詳）は、幕末の近衛家の老女。
出自は不明。近衛忠煕に老女として仕えていたという。同じく老女には維新志士らと交わった村岡や、花竹、岩瀬が伝わっており、安政3年（1856年）時の史料には上臈のおいま、老女の村岡に続いて連名されている。

## 亀岡が登場する作品
- 宮尾登美子『天璋院篤姫』
村岡、岩瀬とともに近衛家老女として登場。近衛家に養女入りした主人公篤姫のために江戸の薩摩藩邸に下向して、近衛家の娘としての教育を行っている（ちなみに史実では京都に留まっている）。後に引き続き篤姫に仕える事が定められ、ともに江戸城大奥へ入った。
- NHK大河ドラマ『篤姫』
原作（上記）同様に篤姫に近衛家の来歴を教授しているが、史実に従って大奥へは同道していない。キャストは山本郁子。

| スタブアイコン | サブスタブ | この項目は、まだ閲覧者の調べものの参照としては役立たない、人物に関連した書きかけの項目です。この項目を加筆・訂正などしてくださる協力者を求めています（P:人物伝/PJ:人物伝）。 |